# Hans Leibelt

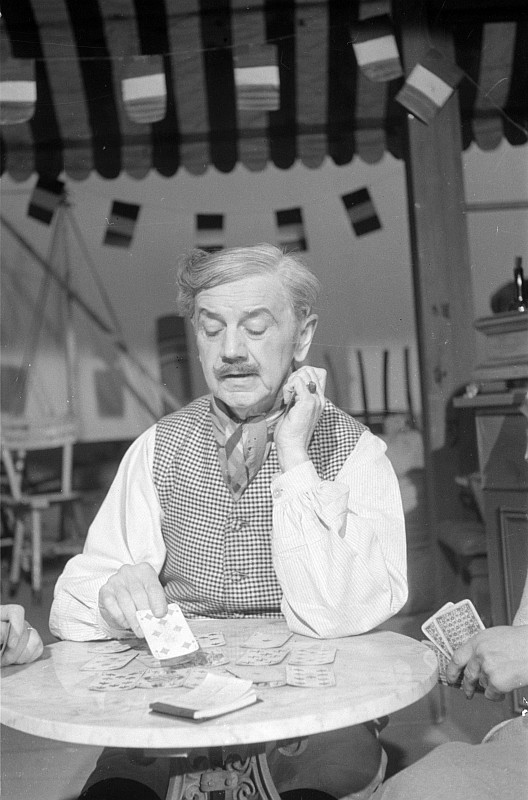
Hans Leibelt.

Hans Leibelt, född 11 mars 1885 i Leipzig, Kejsardömet Tyskland, död 3 december 1974 i München, Västtyskland, var en tysk skådespelare. Han scendebuterade 1903. På 1920-talet verkade han på Berlins stadsteater. Leibelt filmdebuterade 1923 och blev en populär birollsskådespelare, ofta i roller som jovialiska karaktärer. Han var med i många filmer med Heinz Rühmann, bland annat i Skolans skräck 1944 där han gjorde en av sina kändaste filmroller som rektor "Zeus" Knaur. Leibelt filmade fram till 1966, och var fortsatt aktiv som skådespelare fram till 1970. 1962 tilldelades han det tyska filmpriset Filmband in Gold. Han bodde sina sista år på ett ålderdomshem i München.

## Filmografi, urval
- 1931 – Köpenick-Kaptenen
- 1932 – Pensionatets lockfågel
- 1935 – Skandalflickan
- 1939 – Kvinnan utan rykte
- 1941 – Axel tar chansen!
- 1941 – Kärleksduellen
- 1942 – Den mystiske herr Styx
- 1944 – Skolans skräck
- 1947 – Jag gifte mig med en judinna
- 1947 – Razzia
- 1952 – I livets väntrum
- 1954 – Skandal i sista ringen
- 1958 – Bedårande barn av sin tid
- 1959 – Buddenbrooks – en familjs ära och förfall
- 1959 – Han gick genom väggen
- 1960 – Ett glas vatten
- 1960 – Spionfällan
- 1962 – Max ficksar allt